# 盐津铺子
盐津铺子，全称是盐津铺子食品股份有限公司（深交所：002847），是一家从事食品研发、生产、销售于一体的集团公司，主要生产坚果，烘培糕点，果脯等休闲食品。

## 历史
2005年由张学武成立于湖南长沙，2017年2月8日在深交所中小板上市，被媒体誉为“休闲零食自主制造第一股”其主要竞争对手三只松鼠，良品铺子，百草味，来伊份。